# Karaindaix
Karaindaix o Karaindaš va ser un rei cassita de Babilònia, de part d'Accàdia, de Khana i del País de la Mar. Se l'anomena en algunes inscripcions "rei de Karduniaix", la primera vegada que apareix aquest nom a les fonts per referir-se a la part central del regne de Babilònia. Va regnar cap a la meitat del segle xv aC. Segons la Llista dels reis de Babilònia, va ser probablement el successor d'Agum III.
Va construir a Uruk un temple decorat d'una manera nova amb rajola cuita emmotllada. Al fons d'uns nínxols fondos es trobava la imatge d'una deessa i d'un deu barbut i entre ambdós motius geomètrics, un sistema que es va fer servir amb posterioritat. Altres construccions del seu temps són a Eridu i a Ur. Probablement va iniciar la construcció de la nova capital Dur-Kurigalzu, propera a Bagdad. Durant el seu regnat van continuar les lluites amb Assíria, fins que va signar un tractat reconeixent les fronteres amb el rei assiri Aixurbelnixeixu. Va mantenir relacions diplomàtiques amb Egipte, i es conserven cartes dirigides al faraó Tuthmosis III
Kadaixmankharbe, el seu successor (antecessor segons altres) podria haver estat el seu fill.